# Bộ Cánh vuốt
Bộ Cánh vuốt, tên khoa học Strepsiptera (tạm dịch: "cánh xoắn", dẫn đến tên chung của côn trùng, ký sinh trùng cánh xoắn), là một bộ côn trùng với 9 họ còn tồn tại với khoảng 600 loài. Ấu trùng giai đoạn đầu và cá thể đực trưởng thành đoản thọ sống tự do, nhưng hầu hết thời gian chúng sống ký sinh trong côn trùng khác chẳng hạn như ong, ong bắp cày, bọ nhảy, bọ bạc và gián.